# Kořenoústka plicnatá
Kořenoústka plicnatá (Rhizostoma pulmo) je mořská medúza.

## Popis
Její zkadeřená ramena připomínají plíce obratlovce. Klobouk dosahuje průměru až 80 cm. Má zarostlý ústní otvor, potravu tedy přijímá drobnými otvůrky na ramenech kolem původních úst. Není příliš nebezpečná, její žahnutí je velmi slabé a člověku neublíží.

## Areál rozšíření
Žije v teplejších mořích. Lze se s ní setkat i na evropských pobřežích, např. v Černém, Jaderském, Středozemním, Azovském a Irském moři.

## Potrava
Kořenoústka plicnatá je dravá. Živí se nejdrobnějšími organismy, dovede však lapat i větší kořist, kterou napřed rozloží trávicími šťávami mimo své tělo a pak ji vysaje.